# Década de 50
Séculos: (Século I a.C. - Século I - Século II)
Décadas: 0 10 20 30 40 50 60 70 80 90 100
Anos: 50 51 52 53 54 55 56 57 58 59

## Acontecimentos
- Os romanos estabelecem a fortaleza de Letoceto para dar apoio a invasão da Grã-Bretanha.